# روبرتو أماديو
روبرتو أماديو (بالإيطالية: Roberto Amadio)‏ (و. 1963  م) هو راكب دراجة هوائية إيطالي، شارك في طواف إسبانيا، وطواف فرنسا.

## روابط خارجية
- روبرتو أماديو على موقع أرشيف الدراجات (الإنجليزية)
- روبرتو أماديو على موقع إحصائيات الدراجات الإحترافية (الإنجليزية)
- روبرتو أماديو على موقع CycleBase (الإنجليزية)
- روبرتو أماديو على موقع أوليمبيديا (الإنجليزية)